# Día de la Fraternidad
El Día de la Fraternidad es una celebración anual el 22 de febrero donde los miembros de la Alianza Popular Revolucionaria Americana (APRA) conmemoran el natalicio de su fundador, Víctor Raúl Haya de la Torre. Para el Partido Aprista Peruano es su día central.

## Historia
Tras el ascenso a la presidencia de Sánchez Cerro en 1931, Haya de la Torre fue prontamente apresado. El gobierno reprimió a los apristas y prohibió al partido, agravándose dicha situación después de la fallida revolución de Trujillo en 1932. Hubo fusilamientos y detenciones masivas en la costa norte peruana. Mientras tanto, en Lima, Haya de la Torre cumplían reclusión en la Penitenciaria. El día de su cumpleaños de 1933 un grupo de apristas se acercó hasta el parque Neptuno en el Paseo Colón, e hizo estallar bombardas y cohetones para celebrar dicha fecha y que su líder pudiera sentir a sus seguidores que mantenían la lucha desde la clandestinidad. Con ese acto se inició lo que se conoce como día de la Fraternidad.

## Descripción
El Partido Aprista realiza esta conmemoración realizando actos institucionales y públicos masivos. Por un lado, en la Casa Museo Villa Mercedes se realiza un acto litúrgico en el que participan figuras destacadas del movimiento político. Asimismo se realizan ceremonias en Lima, con una romería a la tumba de Víctor Raúl en el cementerio de Miraflores, y en la Municipalidad de Trujillo. Finalmente el acto multitudionario para las masas simpatizantes ocurre en la Casa del Pueblo de Lima, con un mitin realizado el fin de semana en que cae la fecha señalada.